# Kantatie 52
La Kantatie 52 (in svedese Stamväg 52) è una strada principale finlandese. Ha inizio a Raasepori e si dirige verso nord, dove si conclude dopo 111 km nei pressi del Jokioinen.

## Percorso
La Kantatie 52 attraversa, oltre i comuni di partenza e di arrivo, i comuni di Salo (Perniö e Isokylä) e Somero.

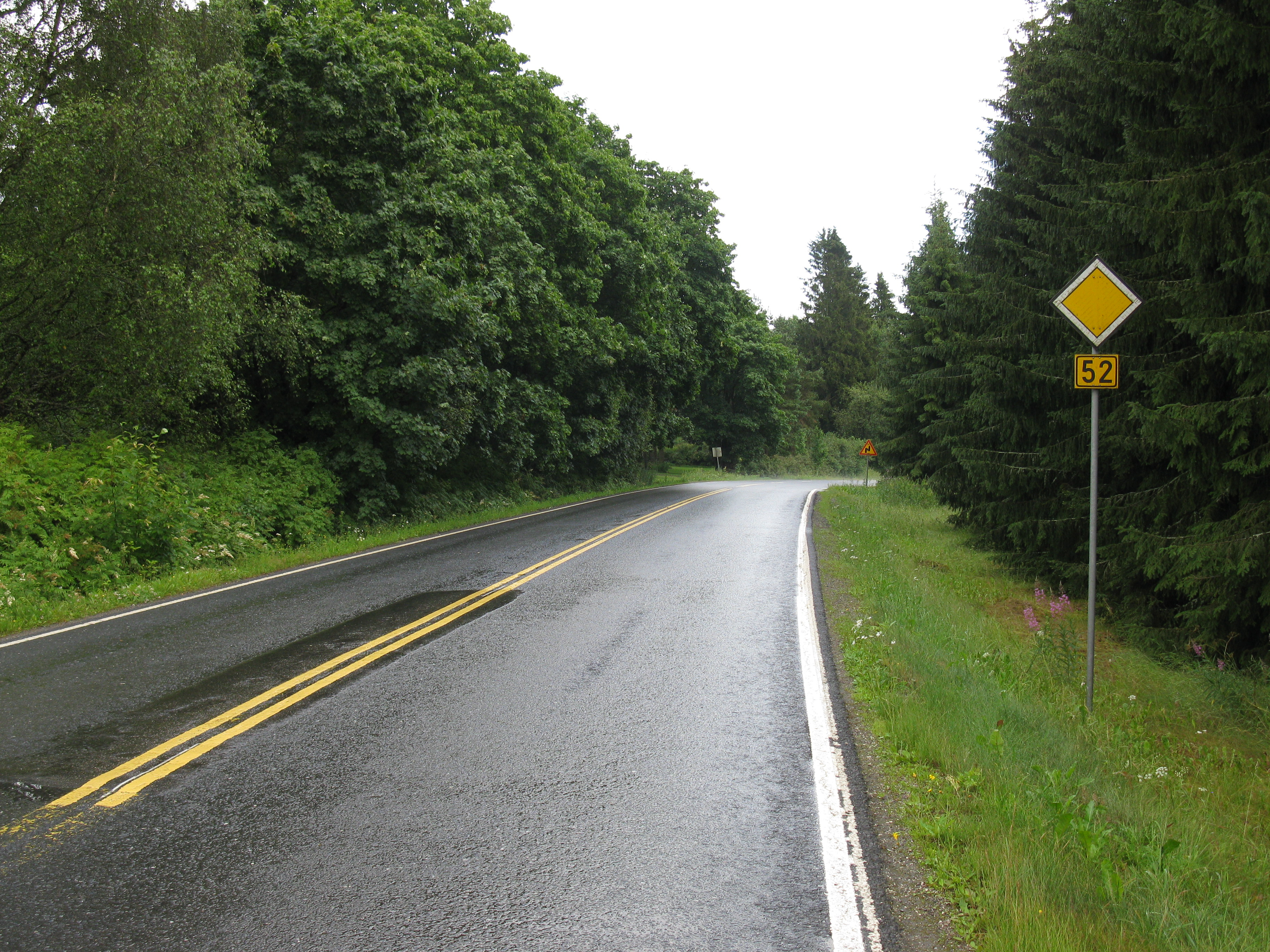
La Kantatie 52 a Paltta, Somero